# Mágóchy Ferenc
Mágóchy Ferenc (? , 1580 – Beregszász, 1611): felső-tiszavidéki nagybirtokos főnemes. Bereg és Torna vármegyék főispánja.

## Életrajza
Mágóchy II. Ferenc és Alaghy Judit fiaként született valamikor 1580 körül. Egy fiú testvére volt II. Gáspár, ki azonban hamar elhalt, a fennmaradt adatok szerint már 1591-ben sem élt.
Mágóchy II. Ferenc Torna és Bereg megyék főispánja és felső Magyarország főkapitánya volt.
1604-ben elsők között csatlakozott Bocskaihoz, a szabadságharcban való tevékenységét azonban nem ismerjük. 
1611-ben halt meg, alig 30 évesen. Halála okát a kortársak méregnek tulajdonították. 
Özvegye, Dersffy Orsolya Esterházy Miklóshoz ment feleségül, s királyi engedéllyel a hatalmas kiterjedésű Mágóchy-birtokok ezáltal Esterházy Miklósra szálltak. Az Esterházy hercegi család későbbi hatalmát ezzel a vagyonnal alapozta meg.